# Acacia donnelliana
Acacia donnelliana é uma espécie de leguminosa do gênero Acacia, pertencente à família Fabaceae.